# Sybistroma obscurellum
Sybistroma obscurellum är en tvåvingeart som först beskrevs av Carl Fredrik Fallén 1823.  Sybistroma obscurellum ingår i släktet Sybistroma, och familjen styltflugor. Arten är reproducerande i Sverige.